# Clavophilie

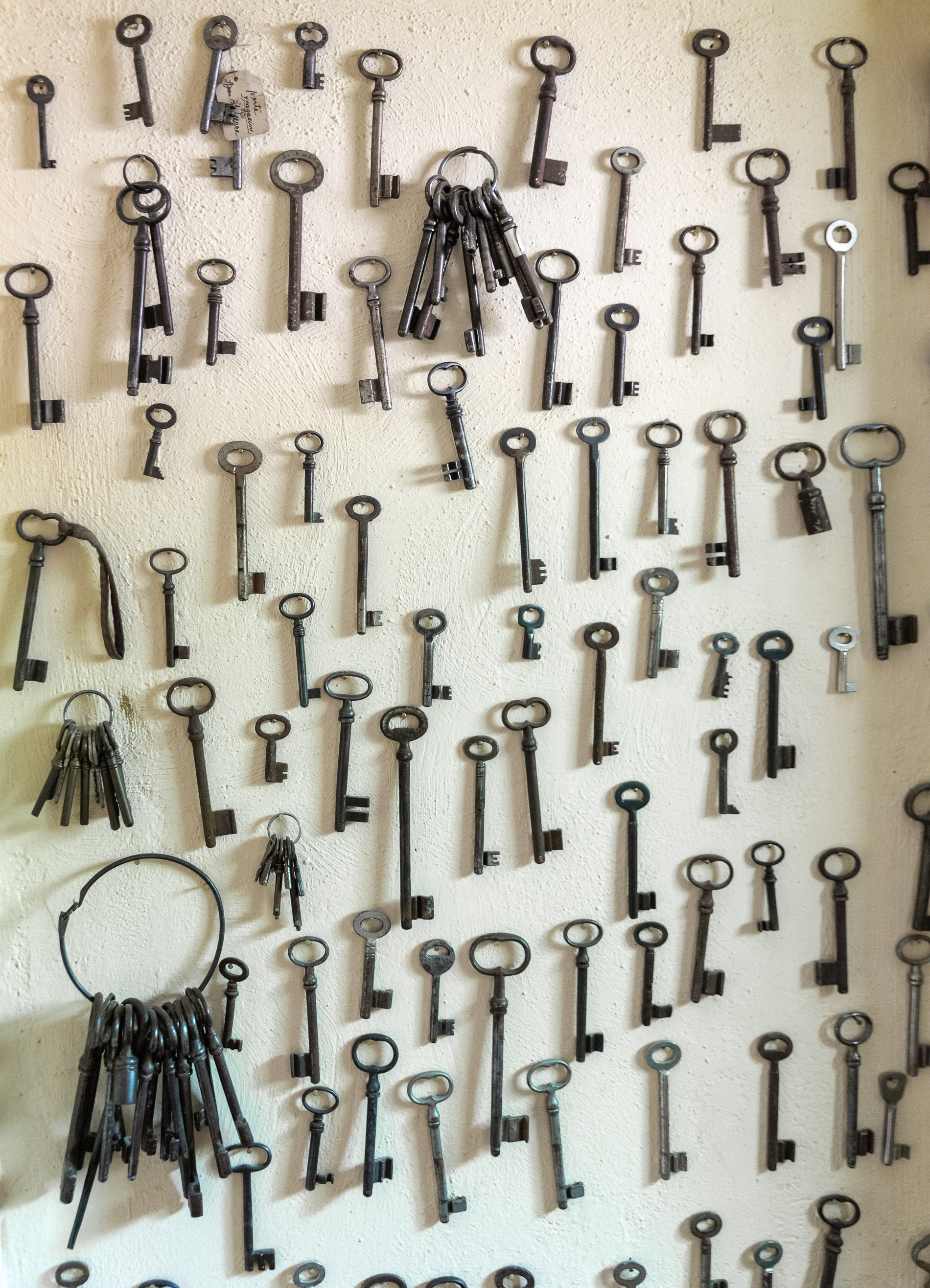
Collection de clés

La clavophilie, ou clavissophilie, est la collection de clés. Ceux qui la pratiquent sont appelés clavophiles, ou clavissophiles.
Le terme clavophilie vient du latin clavis, signifiant clé. 

## Note
1. ↑   clavissophilie sur le wiktionnaire en français